# Hawaïens
Ne doit pas être confondu avec les habitants d'Hawaï dans son ensemble
Les Hawaïens ou autochtones hawaïens (en anglais : Native Hawaiians et en hawaïen : kānaka ʻōiwi ou kānaka maoli) sont les peuples polynésiens de l'archipel d'Hawaï descendant d'habitants des îles Marquises et potentiellement de Tahiti (à partir du Ve siècle).
Au recensement de 2000, il y avait 401 162 personnes se réclamant « autochtones hawaïens », y compris les hawaïens métissés. La très grande majorité d'entre eux résident aux États-Unis. Environ 143 520 personnes vivent dans l'État d'Hawaï où ils représentent 10% de la population, le reste étant réparti dans les États continentaux, dont presque la moitié en Californie. Une part significative se trouve dans le Nevada et dans l'État de Washington.

## Histoire
À l'arrivée de l'explorateur britannique James Cook en 1778, la population autochtone est estimée entre 250 000 et 850 000 personnes. Les maladies importées par les européens la réduisent drastiquement : envoyé par son journal à Hawaï en 1866, le journaliste Mark Twain y passe quatre mois, loue un cheval, et constate le déclin dramatique de la population d'origine.
En 1795, dix-sept ans après le passage de Cook, les Hawaïens constituent un royaume autochtone : le roi Kamehameha V tente de former une identité nationale hawaïenne sur le modèle japonais Meiji c'est-à-dire en prenant aux britanniques et aux États-Unis leurs technologies, mais non leur civilisation, et surtout en évitant de devenir une colonie. Faute de cohésion interne, la monarchie hawaïenne ne réussit finalement pas à concrétiser ce projet et finit renversée par les colons et les missionnaires britanniques et américains (les haolés) qu'elle avait laissé s'établir nombreux dans l'archipel : Hawaï fut annexé aux États-Unis le 4 juillet 1898. Rétrospectivement, on a appelé ce siècle monarchique « première renaissance hawaïenne ». 
À la fin des années 1960 et du début des années 1970, la « seconde renaissance hawaïenne » démarre sur la vague de contestation de la culture dominante wasp et la réhabilitation, aux États-Unis, des cultures non européennes dont profite aussi la renaissance amérindienne. La « seconde renaissance hawaïenne » est principalement connue grâce à des musiciens et musicologues indigènes comme Gabby Pahinui, Dennis Pavao, Ledward Kaʻapana ou Nedward Kaʻapana. Le groupe musical "Olomana" a aussi contribué à la musique de cette période avec des chansons comme O Malia et Mele O Kahoolawe.
Après des décennies de stéréotypes négatifs (au milieu du XXe siècle certains wasps se permettaient encore de qualifier les Hawaïens de « macaques ») et de « tourisme à hula-ukulélé » (par lequel la culture hawaïenne était caricaturée) l'essai On Being Hawaiian de l'écrivain John Dominis Holt,, inaugure en 1964 la résurgence d'une dignité de la culture traditionnelle dite kahiko halau (terme que l'on peut approximativement rendre par « conservatoire de chants anciens »). Cette même année 1964, Helen Hale fonde le Merrie Monarch Festival, résurgence de la pratique du hula ancien dansé avant 1893. L'époque connut un regain d'intérêt pour l'agriculture traditionnelle, la gastronomie, la reconstruction des navires polynésiens transocéaniques comme le Hōkūleʻa, la langue hawaïenne, le pidgin hawaïen, l'artisanat traditionnel hawaïen, les études hawaïennes et d'intenses luttes juridiques et médiatiques pour récupérer des terres spoliées par les haolés dans les vallées de Kalama, Kahoʻolawe et Waiāhole/Waikāne, et pour reprendre des pratiques agricoles traditionnelles telles que l'agriculture loʻi kalo du taro ou la sylviculture mālama ʻāina (foresterie durable et restauration des sols).